# كديوار (زاز الشرقي)
کدیوار (بالإنجليزية: Kodivar)‏ هي منطقة سكنية تقع في إيران في قسم زاز الشرقي الریفي. يقدر عدد سكانها بـ 131 نسمة .